# Costică Olaru
Costică Olaru (Somova, 1 de agosto de 1960) es un deportista rumano que compitió en piragüismo en la modalidad de aguas tranquilas.
Participó en los Juegos Olímpicos de Los Ángeles 1984, obteniendo una medalla de bronce en la prueba de C1 500 m. Ganó dos medallas en el Campeonato Mundial de Piragüismo de 1983.

## Palmarés internacional
| Juegos Olímpicos   | Juegos Olímpicos             | Juegos Olímpicos  | Juegos Olímpicos |
| Año                | Lugar                        | Medalla           | Evento           |
| ------------------ | ---------------------------- | ----------------- | ---------------- |
| 1984               | Los Ángeles (Estados Unidos) | Medalla de bronce | C1 500 m         |
| Campeonato Mundial |                              |                   |                  |
| Año                | Lugar                        | Medalla           | Evento           |
| 1983               | Tampere (Finlandia)          | Medalla de oro    | C1 500 m         |
| 1983               | Tampere (Finlandia)          | Medalla de plata  | C1 1000 m        |